# Episodi di Dio vede e provvede (seconda stagione)
Questa è la lista degli episodi della serie televisiva Dio vede e provvede.
| nº | Titolo                       | Prima TV Italia   |
| -- | ---------------------------- | ----------------- |
| 1  | Una tonaca per due           | 23 settembre 1998 |
| 2  | Suora a mano armata          | 23 settembre 1998 |
| 3  | Il derby della fede          | 30 settembre 1998 |
| 4  | Suor detective               | 30 settembre 1998 |
| 5  | Il diavolo in convento       | 7 ottobre 1998    |
| 6  | Vicini di convento           | 7 ottobre 1998    |
| 7  | Suor acchiappa fantasmi      | 16 dicembre 1998  |
| 8  | Il principe azzurro          | 16 dicembre 1998  |
| 9  | Una gratta l'altra vince     | 23 dicembre 1998  |
| 10 | La pecora nera               | 23 dicembre 1998  |
| 11 | La suora che visse due volte | 30 dicembre 1998  |
| 12 | Viva le spose                | 30 dicembre 1998  |